# 曽於郡
- 令制国一覧 > 西海道 > 大隅国 > 曽於郡
- 日本 > 九州地方 > 鹿児島県 > 曽於郡

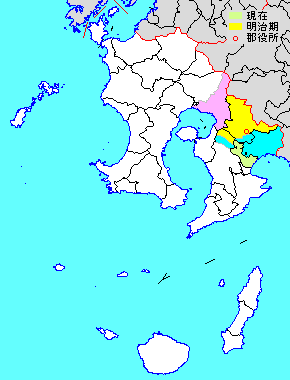
鹿児島県曽於郡の位置（緑：大崎町 桃：第1次のみ所属 薄緑・水色：第2次のみ所属）

曽於郡（そおぐん）は、鹿児島県（大隅国）の郡。
人口11,495人、面積100.64km²、人口密度114人/km²。（2025年2月1日、推計人口）
以下の1町を含む。
- 大崎町（おおさきちょう）

## 郡域
1879年（明治12年）に行政区画として発足した当時の郡域は、下記の区域にあたる。
- 曽於市の大部分（大隅町月野・大隅町境木町・大隅町荒谷を除く）
- 霧島市の大部分（溝辺町各町・横川町各町・牧園町各町・隼人町朝日・隼人町東郷・隼人町西光寺・隼人町嘉例川を除く）
- 鹿屋市の一部（輝北町諏訪原・輝北町市成）
- 垂水市の一部（牛根境）

1897年（明治30年）に再度発足した当時の郡域は、上記1町に下記を加えた区域にあたる。
- 曽於市・志布志市の全域
- 鹿屋市の一部（輝北町諏訪原・輝北町市成）

## 歴史
当初は「囎唹郡」と記され、昭和47年（1972年）に「郡の名称変更」（昭和47年自治省告示第82号）により改称されるまでこの表記であった。なお、古くは口偏のない「贈於郡」の表記も用いられた。
また、『筑前国風土記』では当時隣接した肥後国球磨郡との連称表記「球磨囎唹」がみられ、これを熊襲と同定する説もある。

### 近世以前
和銅6年（713年）に日向国から大隅国が分割された時点で存在した4郡（肝属郡・囎唹郡・大隅郡・姶羅郡）の一つである。
当初の囎唹郡は大隅国の北半を占め、現在の姶良市や湧水町、伊佐市南部にわたる郡域を有した。大隅国成立後間もない和銅7年（714年）に桑原郡が、次いで天平勝宝7年（755年）に浮浪の請願により菱刈郡が、それぞれ囎唹郡より分割されている。
南北朝時代に編纂された『拾芥抄』および江戸時代に流通した『節用集』（易林本）によれば、大隅国の国府は囎唹郡（贈於郡）に位置したとされる。一方で平安時代に成立した『色葉字類抄』では桑原郡が国府所在地であるとしており、郡域の変動があったとみられている。

### 囎唹郡（第1次）
所属町村の変遷は東囎唹郡#郡発足までの沿革、西囎唹郡#郡発足までの沿革をそれぞれ参照
- 「旧高旧領取調帳」の記載によると、明治初年時点では全域が薩摩鹿児島藩領であった[注 2]。（53村）
  - 後の東囎唹郡域（4郷余・15村） - 恒吉郷、市成郷、末吉郷、岩川郷および財部郷の一部
  - 後の西囎唹郡域（5郷余・38村） - 敷根郷、福山郷、国分郷、清水郷、東襲山郷および牛根郷の一部
- 明治4年7月14日（1871年8月29日） - 廃藩置県により鹿児島県の管轄となる。
- 明治5年（1872年） - 日向国諸県郡下財部村（財部郷）の所属郡が本郡に変更。（54村）
- 明治12年（1879年）2月17日 - 郡区町村編制法の鹿児島県での施行により、行政区画としての囎唹郡（第1次）が発足。「加治木郡役所」が姶良郡反土村に設置され、同郡および桑原郡とともに管轄。
- 明治20年（1887年）5月9日 - 囎唹郡のうち上記4郷余の区域をもって東囎唹郡が、上記5郷余の区域をもって西囎唹郡がそれぞれ発足[3]。同日囎唹郡（第1次）廃止。

### 囎唹郡（第2次）・曽於郡

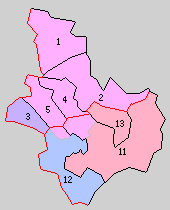
1.財部村 2.末吉村 3.市成村 4.岩川村 5.恒吉村 11.東志布志村・西志布志村・月野村 12.大崎村・野方村 13.松山村（紫：鹿屋市 桃：曽於市 赤：志布志市 青：合併なし）

- 明治30年（1897年）4月1日 - 郡制の施行のため、「岩川郡役所」が管轄する東囎唹郡・南諸県郡の区域をもって囎唹郡（第2次）が発足[4]。以下の各村が所属。（11村）
  - 旧・東囎唹郡（5村） - 財部村、末吉村、岩川村、恒吉村（現・曽於市）、市成村（現・鹿屋市）
  - 旧・南諸県郡（6村） - 東志布志村、西志布志村、松山村（現・志布志市）、月野村（現・曽於市）、大崎村（現・大崎町）、野方村（現・曽於市、志布志市、大崎町）
- 明治31年（1897年）4月1日 - 郡制を施行。
- 大正2年（1913年）7月1日 - 東志布志村が町制施行・改称して志布志町となる。（1町10村）
- 大正11年（1922年）10月1日 - 末吉村が町制施行して末吉町となる。（2町9村）
- 大正12年（1923年）4月1日 - 郡会が廃止。郡役所は存続。
- 大正13年（1924年）4月1日 - 岩川村が町制施行して岩川町となる。（3町8村）
- 大正15年（1926年）
  - 4月1日 - 財部村が町制施行して財部町となる。（4町7村）
  - 7月1日 - 郡役所が廃止。以降は地域区分名称となる。
- 昭和11年（1936年）1月1日 - 大崎村が町制施行して大崎町となる。（5町6村）
- 昭和30年（1955年）
  - 1月20日 - 岩川町・恒吉村・月野村が合併して大隅町が発足。（5町4村）
  - 4月1日 - 野方村の一部[注 3]が西志布志村に、一部[注 4]が大隅町に、残部が大崎町にそれぞれ編入。（5町3村）
- 昭和31年（1956年）4月1日 - 市成村が肝属郡百引村と合併して輝北町が発足。（6町2村）
- 昭和33年（1958年）4月1日（8町）
  - 松山村が町制施行して松山町となる。
  - 西志布志村が町制施行・改称して有明町となる。
- 昭和47年（1972年）4月1日 - 曽於郡へ改称。
- 平成17年（2005年）7月1日 - 大隅町・財部町・末吉町が合併して曽於市が発足し、郡より離脱。（5町）
- 平成18年（2006年）1月1日（1町）
  - 松山町・志布志町・有明町が合併して志布志市が発足し、郡より離脱。
  - 輝北町が鹿屋市・肝属郡串良町・吾平町と合併し、改めて鹿屋市が発足、郡より離脱。

### 変遷表
| 明治22年          | 明治22年 - 明治45年 | 明治22年 - 明治45年   | 大正元年 - 昭和20年    | 昭和21年 - 昭和63年             | 昭和21年 - 昭和63年   | 昭和21年 - 昭和63年   | 平成元年 - 現在         | 現在     |
| ----------------- | ------------------- | --------------------- | ---------------------- | ------------------------------- | --------------------- | --------------------- | ----------------------- | -------- |
| 東囎唹郡 市成村   | 東囎唹郡 市成村     | 明治30年4月1日 囎唹郡 | 市成村                 | 昭和31年4月1日 輝北町           | 輝北町                | 昭和47年4月1日 曽於郡 | 平成18年1月1日 鹿屋市   | 鹿屋市   |
| 東囎唹郡 財部村   | 東囎唹郡 財部村     | 明治30年4月1日 囎唹郡 | 大正15年4月1日 財部町  | 財部町                          | 財部町                | 昭和47年4月1日 曽於郡 | 平成17年7月1日 曽於市   | 曽於市   |
| 東囎唹郡 末吉村   | 東囎唹郡 末吉村     | 明治30年4月1日 囎唹郡 | 大正11年10月1日 末吉町 | 末吉町                          | 末吉町                | 昭和47年4月1日 曽於郡 | 平成17年7月1日 曽於市   | 曽於市   |
| 東囎唹郡 岩川村   | 東囎唹郡 岩川村     | 明治30年4月1日 囎唹郡 | 大正13年4月1日 岩川町  | 昭和30年1月20日 大隅町          | 大隅町                | 昭和47年4月1日 曽於郡 | 平成17年7月1日 曽於市   | 曽於市   |
| 東囎唹郡 恒吉村   | 東囎唹郡 恒吉村     | 明治30年4月1日 囎唹郡 | 恒吉村                 | 昭和30年1月20日 大隅町          | 大隅町                | 昭和47年4月1日 曽於郡 | 平成17年7月1日 曽於市   | 曽於市   |
| 南諸県郡 志布志村 | 南諸県郡 月野村     | 明治30年4月1日 囎唹郡 | 月野村                 | 昭和30年1月20日 大隅町          | 大隅町                | 昭和47年4月1日 曽於郡 | 平成17年7月1日 曽於市   | 曽於市   |
| 南諸県郡 志布志村 | 南諸県郡 東志布志村 | 明治30年4月1日 囎唹郡 | 大正2年7月1日 志布志町 | 志布志町                        | 志布志町              | 昭和47年4月1日 曽於郡 | 平成18年1月1日 志布志市 | 志布志市 |
| 南諸県郡 志布志村 | 南諸県郡 西志布志村 | 明治30年4月1日 囎唹郡 | 西志布志村             | 西志布志村                      | 昭和33年4月1日 有明町 | 昭和47年4月1日 曽於郡 | 平成18年1月1日 志布志市 | 志布志市 |
| 南諸県郡 松山村   | 南諸県郡 松山村     | 明治30年4月1日 囎唹郡 | 松山村                 | 昭和33年4月1日 松山町           | 松山町                | 昭和47年4月1日 曽於郡 | 平成18年1月1日 志布志市 | 志布志市 |
| 南諸県郡 大崎村   | 南諸県郡 野方村     | 明治30年4月1日 囎唹郡 | 野方村                 | 昭和30年4月1日 西志布志村へ編入 | 昭和33年4月1日 有明町 | 昭和47年4月1日 曽於郡 | 平成18年1月1日 志布志市 | 志布志市 |
| 南諸県郡 大崎村   | 南諸県郡 野方村     | 明治30年4月1日 囎唹郡 | 野方村                 | 昭和30年4月1日 大隅町へ編入     | 大隅町                | 昭和47年4月1日 曽於郡 | 平成17年7月1日 曽於市   | 曽於市   |
| 南諸県郡 大崎村   | 南諸県郡 野方村     | 明治30年4月1日 囎唹郡 | 野方村                 | 昭和30年4月1日 大崎町へ編入     | 大崎町                | 昭和47年4月1日 曽於郡 | 大崎町                  | 大崎町   |
| 南諸県郡 大崎村   | 南諸県郡 大崎村     | 明治30年4月1日 囎唹郡 | 昭和11年1月1日 大崎町  | 大崎町                          | 大崎町                | 昭和47年4月1日 曽於郡 | 大崎町                  | 大崎町   |